# Orden del Águila Blanca (Polonia)
La Orden del Águila Blanca (en polaco: Order Orła Białego) es la distinción más elevada de Polonia concedida tanto a civiles como a militares por sus méritos. Fue instituida oficialmente el 1 de noviembre de 1705 por Augusto II de Polonia.

## Historia

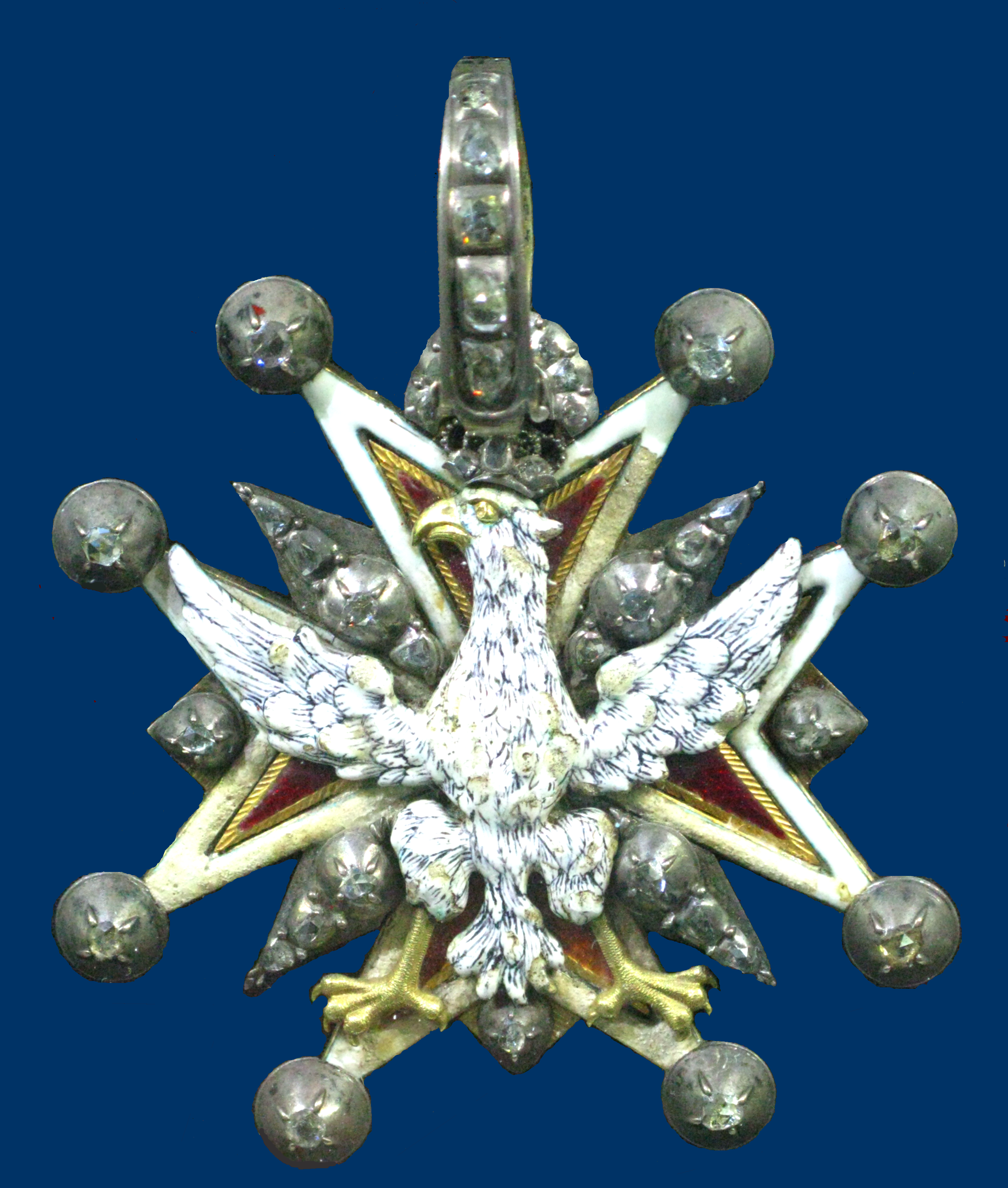
La Orden el.

La Orden del Águila Blanca era, en 1705, originalmente un óvalo de esmalte rojo sobre una cinta azul claro. Esta fue substituida por una cruz en 1709. Antes de 1713 era usada en el cuello, con una cinta y una placa. Después de la primera repartición de Polonia en 1795, la orden fue suprimida, aunque sería renovada antes de 1807 y fue la condecoración más altas del Gran Ducado de Varsovia y del Reino de Polonia durante su existencia. Era también popular entre los zares rusos que se concedieron varias de esas medallas a sí mismos. En 1830, después de que una sublevación contra la Rusia Imperial, a la cual Polonia pertenecía en ese entonces, la Orden fue modificada para asemejarse más a las condecoraciones rusas. Permaneció así hasta el fin de la Primera Guerra Mundial, cuando Polonia logró su independencia. 
La Orden del Águila Blanca se convirtió oficialmente en la recompensa más importante de Polonia por decreto del parlamento del 4 de febrero de 1921, y las insignias fueron modificadas. En el período de entreguerras la orden fue concedida a 24 ciudadanos polacos y a 87 extranjeros. Entre ellos estaban 33 monarcas y jefes de estados, 10 primeros ministros, 12 miembros de familias reales y 15 ministros. 
Después de 1948, cuando nació la República Popular de Polonia, la Orden del Águila Blanca no fue más concedida, pero nunca fue suprimida oficialmente. También fue utilizada por el Gobierno polaco en el exilio. Después del derrumbamiento del comunismo, la orden fue reinstalada nuevamente el 26 de octubre de 1992. El presidente de Polonia es siempre el Gran Maestro de la Orden.

## La insignia durante la era zarista

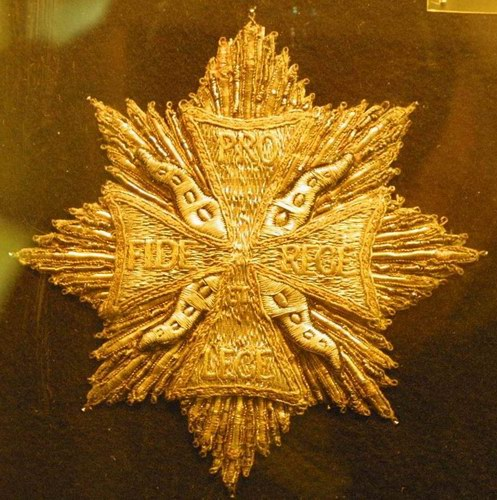
Placa,.

La divisa de la orden consistió en un águila de oro doblemente coronada esmaltada en negro, con una cruz sobrepuesta sobre su pecho: esta era una cruz maltesa de oro esmaltada en rojo con el contorno de esmalte blanco y rayos de oro entre los brazos. Un águila de esmalte blanco coronada con las alas separadas, mirando a la izquierda (el blasón de Polonia) fue sobrepuesta en la cruz. Fue usada sobre junto a una banda de color azul marino.
La placa de la orden consistió en una estrella de ocho puntas de oro con rayos rectos; en el alesaje central del disco un pattée cruzado esmaltado de blanco con borde rojo con los rayos de oro entre los brazos, rodeados por un anillo azul que lleva el lema "Pro Fide, Lege et Rege" (Por la Fe, la Ley y el Rey)

## La insignia después de 1921
La divisa de la orden consiste en una cruz maltesa de oro esmaltada en rojo con el contorno esmaltado de blanco y rayos de oro entre los brazos. Un águila coronada en esmalte blanco con las alas separadas, mirando a la izquierda (el blasón de Polonia) se sobrepone en la cruz. Se usa en un plano sash azul ligero.
La placa de la orden consiste en una estrella de plata de ocho puntos con los rayos rectos, con una cruz sobrepuesta sobre ella: esta es una cruz maltesa de oro esmaltada en rojo con el contorno de esmalte blanco y los rayos de oro entre los brazos. El lema de la orden, „Za Ojczyznę i Naród” ("Por la Patria y la Nación"), aparece en los brazos de la cruz. El disco central está en esmalte blanco, con el monograma "RP" (Rzeczpospolita Polska) rodeado por una guirnalda en esmalte verde.